# Тетрадимит
Тетрадими́т — самородный серебристо-коричневый кристаллобразный минерал, содержащий висмут, теллур и серу и имеющий состав Bi2Te2S (содержание Bi 56,3—59,3 % по массе). Встречается в висмутовых рудах.  Впервые обнаружен в 1815 в норвежской провинции Телемарк. Тетрадимит часто сопутствует жилам высокотемпературного гидротермального кварца и обнаруживается в качестве спутника в гидротермальных золоторудных месторождениях.
Кристаллы имеют ромбоэдрическое строение, однако кристаллическая структура является хорошо выраженной лишь в редких случаях. Кристаллиты объединены в группы по четыре — отсюда происходит  название минерала. 